# Saphenophis atahuallpae
Espèce
Synonymes
- Liophis atahuallpae Steindachner, 1901

Saphenophis atahuallpae  est une espèce de serpents de la famille des Dipsadidae.

## Répartition
Cette espèce est endémique d'Équateur.

## Description
L'holotype de Saphenophis atahuallpae, de sexe indéterminé, mesure 600 mm dont 175 mm pour la queue.

## Publication originale
- Steindachner, 1901 : Herpetologische und ichthyologische Ergebnisse einer Reise nach Südamerika mit einer Einleitung von Therese Prinzessin von Baiern. Anzeiger der Kaiserlichen Akademie der Wissenschaften, Mathematisch-Naturwissenschaftliche Classe, vol. 38, p. 194-196 (texte intégral).